# Vyšyvanka

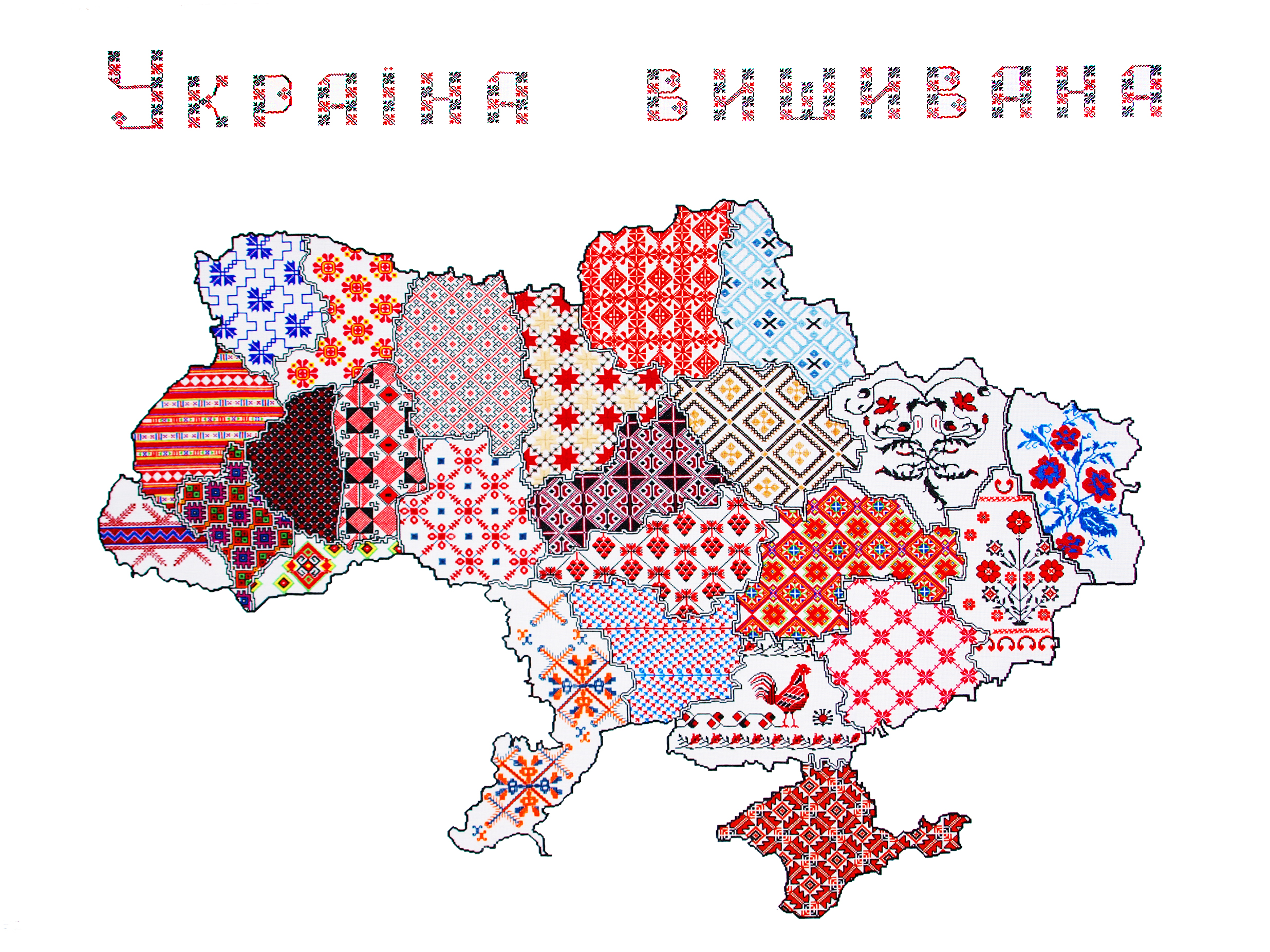
Tradiční regionální vyšívané vzory na mapě Ukrajiny

Vyšyvanka (ukrajinsky виши́ва́нка, bělorusky вышыванка) je novodobý název pro ukrajinskou nebo běloruskou vyšívanou košili — součást ukrajinského místního lidového kroje. Vzory vyšívané na košili se na Ukrajině liší napříč regiony.
Někteří Ukrajinci dávají prostřednictvím vyšyvanky nošené na veřejných akcích najevo svůj patriotismus, zvlášť v návaznosti na probíhající ruskou separatistickou válku na východě Ukrajiny. Od začátku 21. století se také pořádají na podporu ukrajinských lidových tradic tzv. vyšyvankové průvody (вишиванкова хода) nebo mezinárodní dny vyšyvanky.

## Galerie

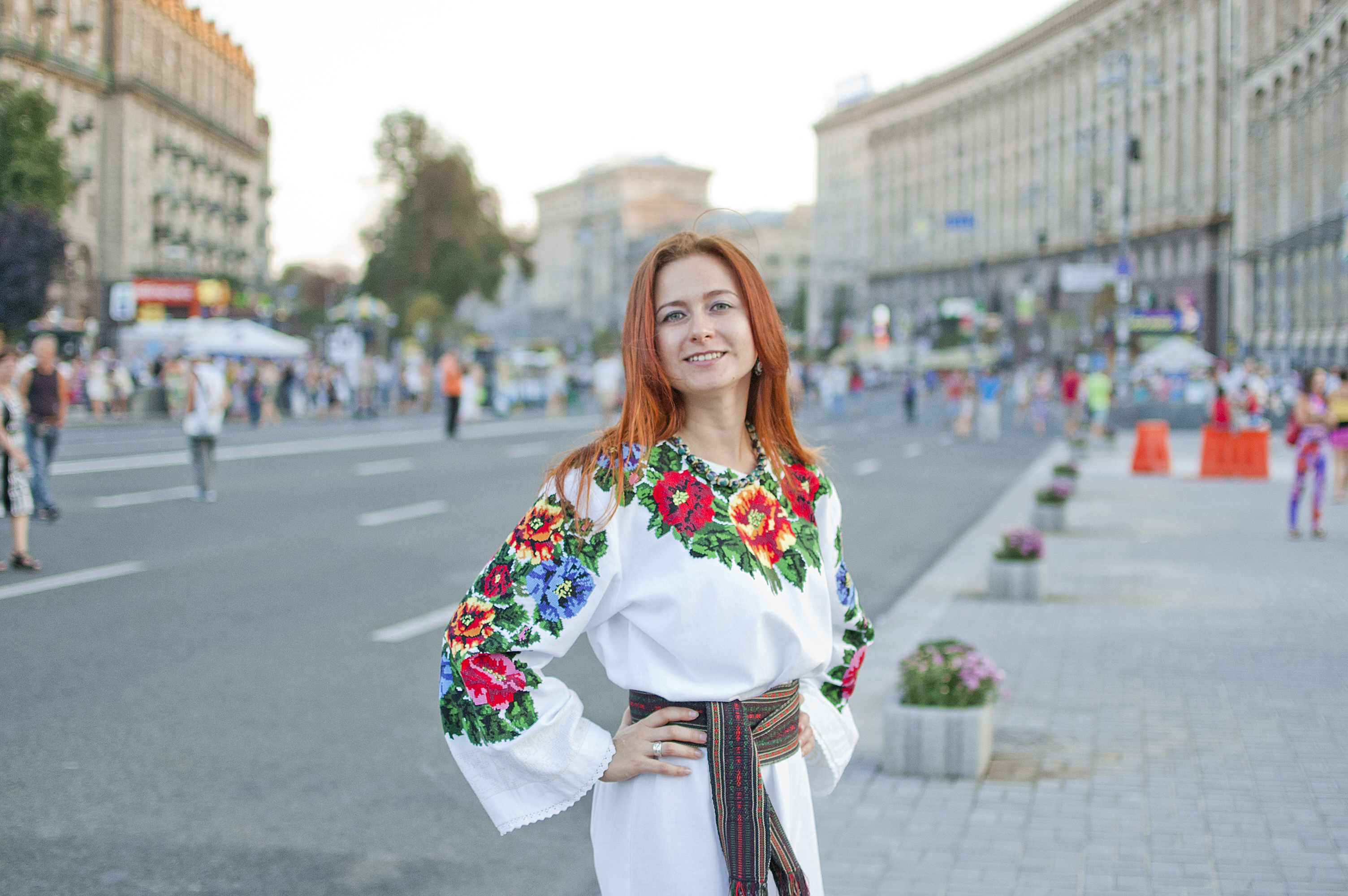
Vyšyvanka, bukovinský vzor, 2013
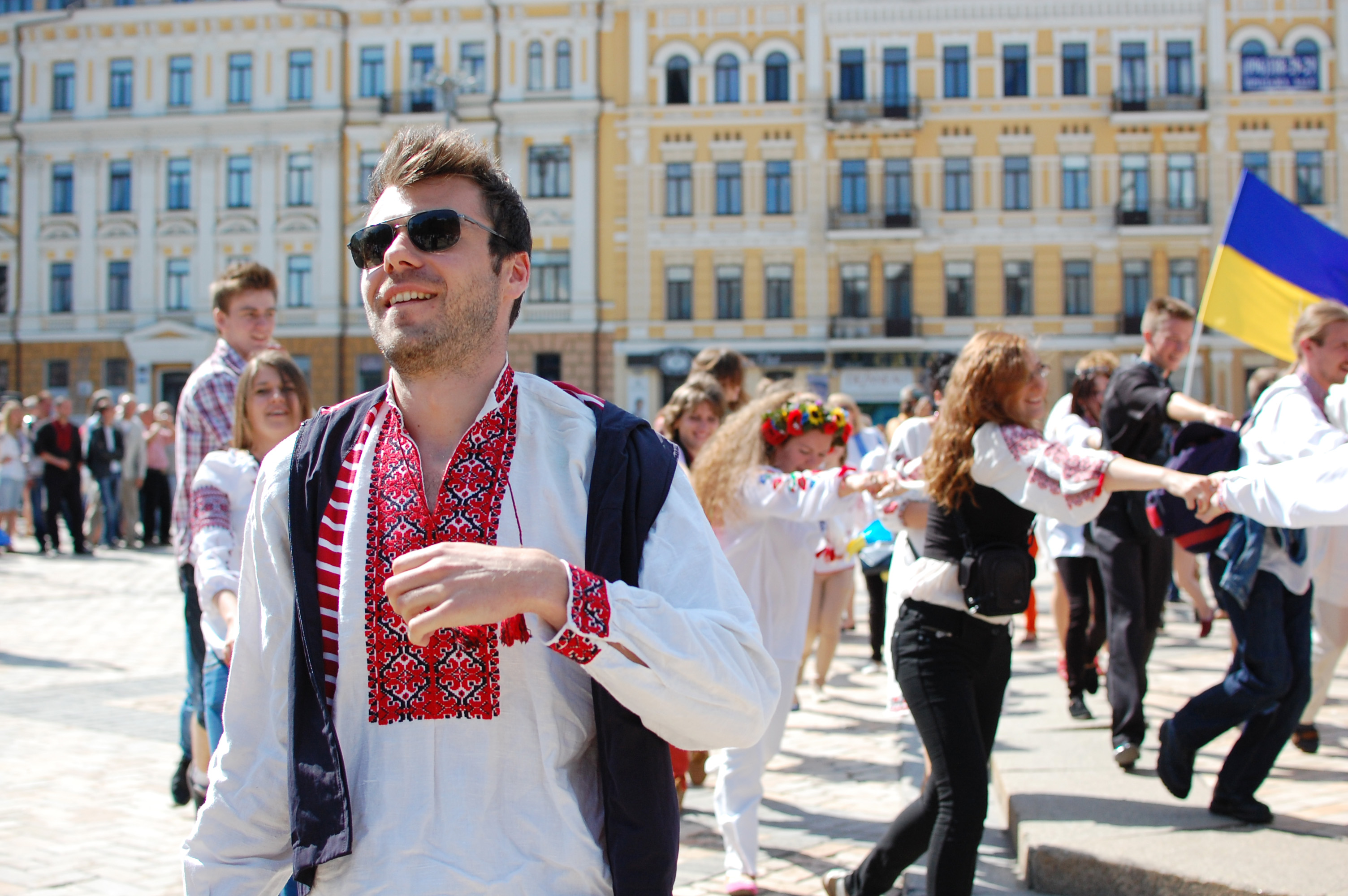
Pánská vyšyvanka na vyšyvankovém průvodu, 2013
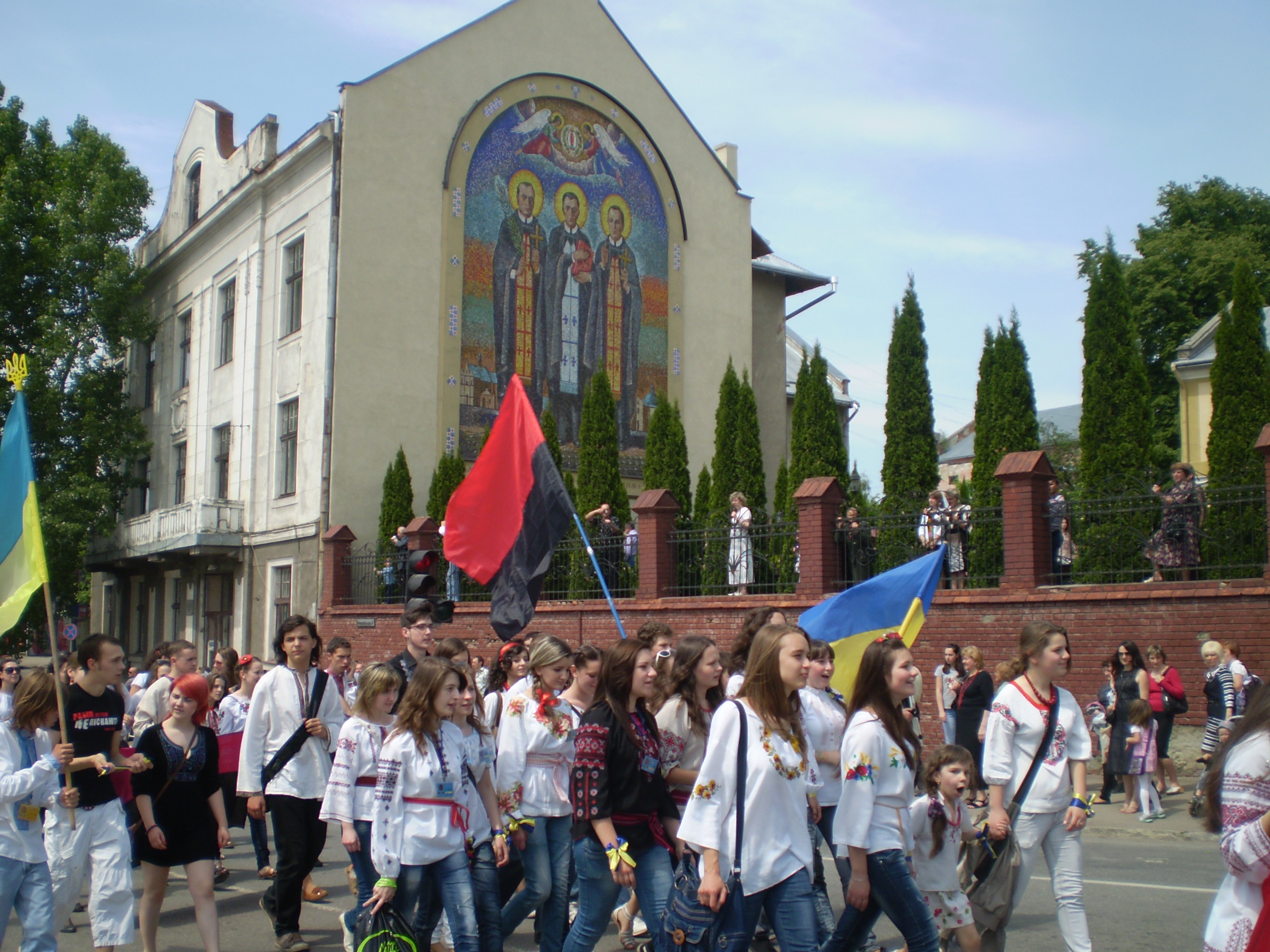
Vyšyvankový průvod v roce 2012
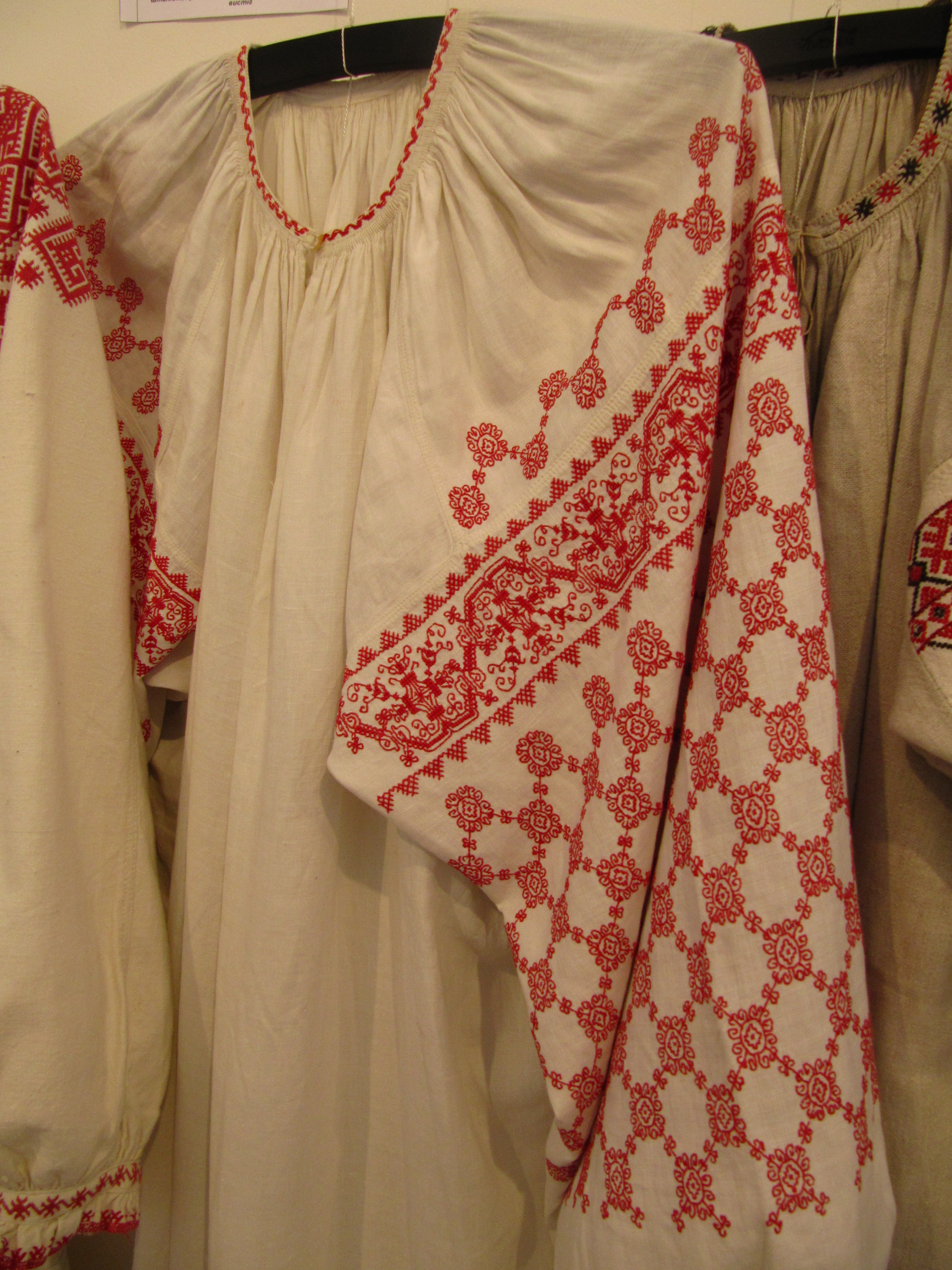
Vyšyvanka z konce 19. století, ves Melnyky, Čerkaská oblast
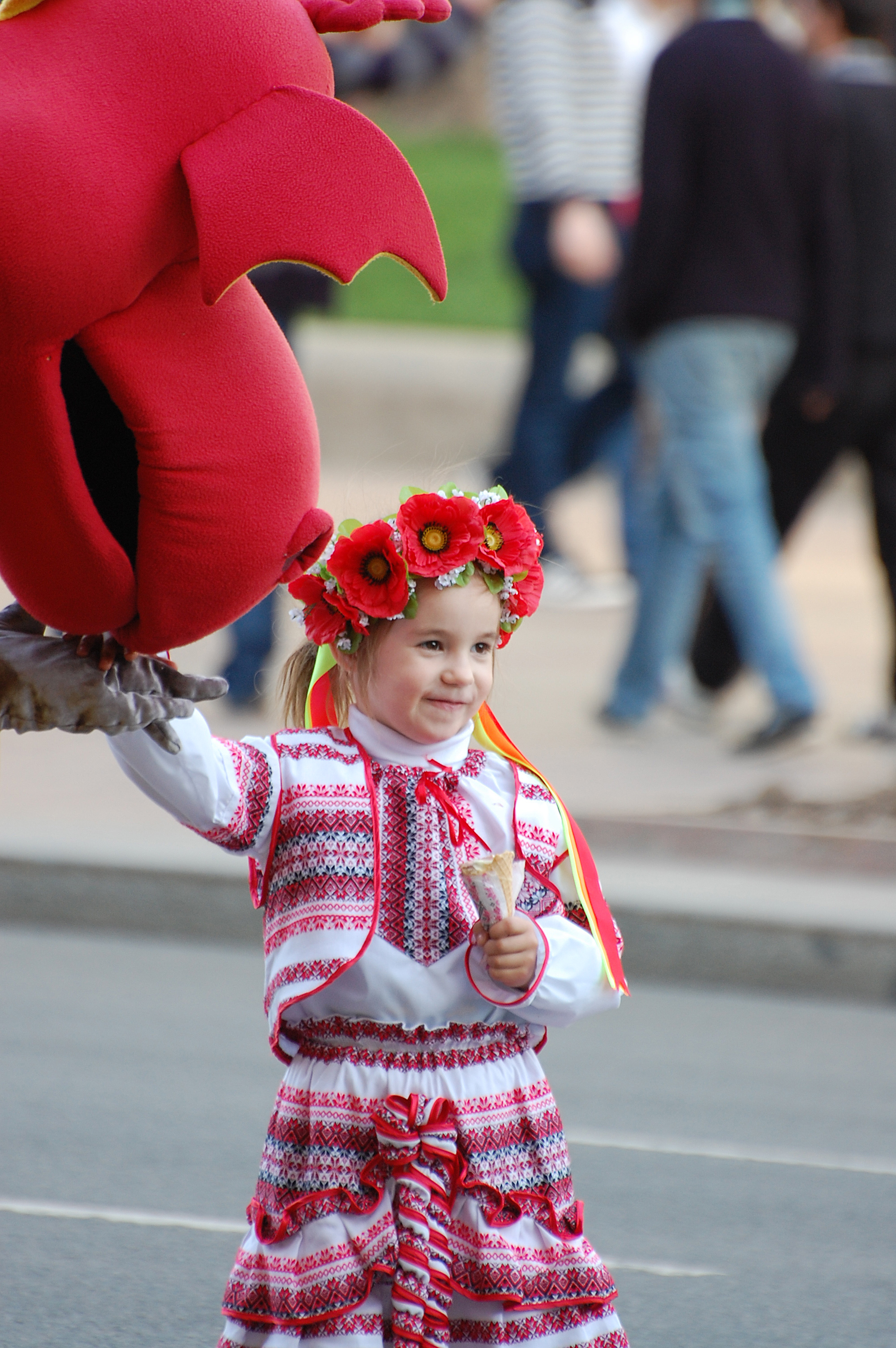
Děvčátko v tradičním ukrajinském lidovém kroji, 2013